# Melicytus macrophyllus
Melicytus macrophyllus A.Cunn. – gatunek roślin z rodziny fiołkowatych (Violaceae). Występuje endemicznie w Nowej Zelandii – na Wyspie Północnej. 

## Morfologia
PokrójZimozielone drzewo dorastające do 6 m wysokości.
LiścieBlaszka liściowa jest skórzasta i ma podługowato odwrotnie jajowaty kształt. Mierzy 7–15 cm długości oraz 4–6 cm szerokości, jest piłkowana na brzegu, ma stłumioną nasadę i ostry wierzchołek. Ogonek liściowy jest nagi i ma 10–20 mm długości.
KwiatyZebrane po 3–12 w pęczkach, wyrastają z kątów pędów. Mają działki kielicha o podługowato owalnym kształcie i dorastające do 1–2 mm długości. Płatki są podługowate i mają 2–3 mm długości.
OwoceJagody mierzące 5-7 mm średnicy, o niemal kulistym kształcie i białawej barwie.

## Biologia i ekologia
Rośnie w lasach. 